# دييغو ألبانيز
دييغو ألبانيز (بالإسبانية: Diego Albanese) هو لاعب اتحاد الرغبي ومدرب رياضي أرجنتيني، ولد في 17 سبتمبر 1973 في مار دل بلاتا في الأرجنتين.

## وصلات خارجية
- دييغو ألبانيز على موقع دوري الرغبي الممتاز (الإنجليزية)
- دييغو ألبانيز على موقع سلسلة سباعيات الرغبي العالمية - رجال (الإنجليزية)
- دييغو ألبانيز عل موقع إسبنسكروم (الإنجليزية)
- دييغو ألبانيز على موقع ItsRugby.co.uk (الإنجليزية)